# Olios paenuliformis
Olios paenuliformis är en spindelart som beskrevs av Embrik Strand 1916. Olios paenuliformis ingår i släktet Olios och familjen jättekrabbspindlar. Inga underarter finns listade i Catalogue of Life.